# Джироламо Фарнезе
Джирола́мо Фарне́зе (італ. Girolamo Farnese; *30 вересня 1599, Латера -†18 лютого 1668, Рим) — італійський кардинал, церковний політик і дипломат. Представник знатного роду Фарнезе.

## Життєпис
Син Маріо Фарнезе та Камілли Лупі. Кар'єру розпочав ще в дитинстві: у 1605 він став почесним камергером папи Павла V і цю посаду займав до 1621. Вчився у Пармському університеті. Референдарій Трибуналів Апостольської сиґнатури милості та справедливості. Абат in commendam монастиря Святого Лаврентія у Новарі. У зв'язку з призначенням нунцієм до Швейцарії, де мав боротись з розповсюдженням кальвінізму, став архієпископом Патр 11 квітня 1639. Єпископські свячення отримав 26 квітня 1639 з рук Джованні Битисти Сканаролі, єпископа Сідонського. У Швейцарії він підсилив роль єзуїтів, передавши їм, за підтримки уряду та жителів Люцерна, місце сповідників у цистерціанських монастирях Ешенбах і Ратхаузен. У 1641 -1642 провів реформу єпископського управління у Курі та Сьйоні, організував оборону абатства Айнзідельн проти кантона Швіц.

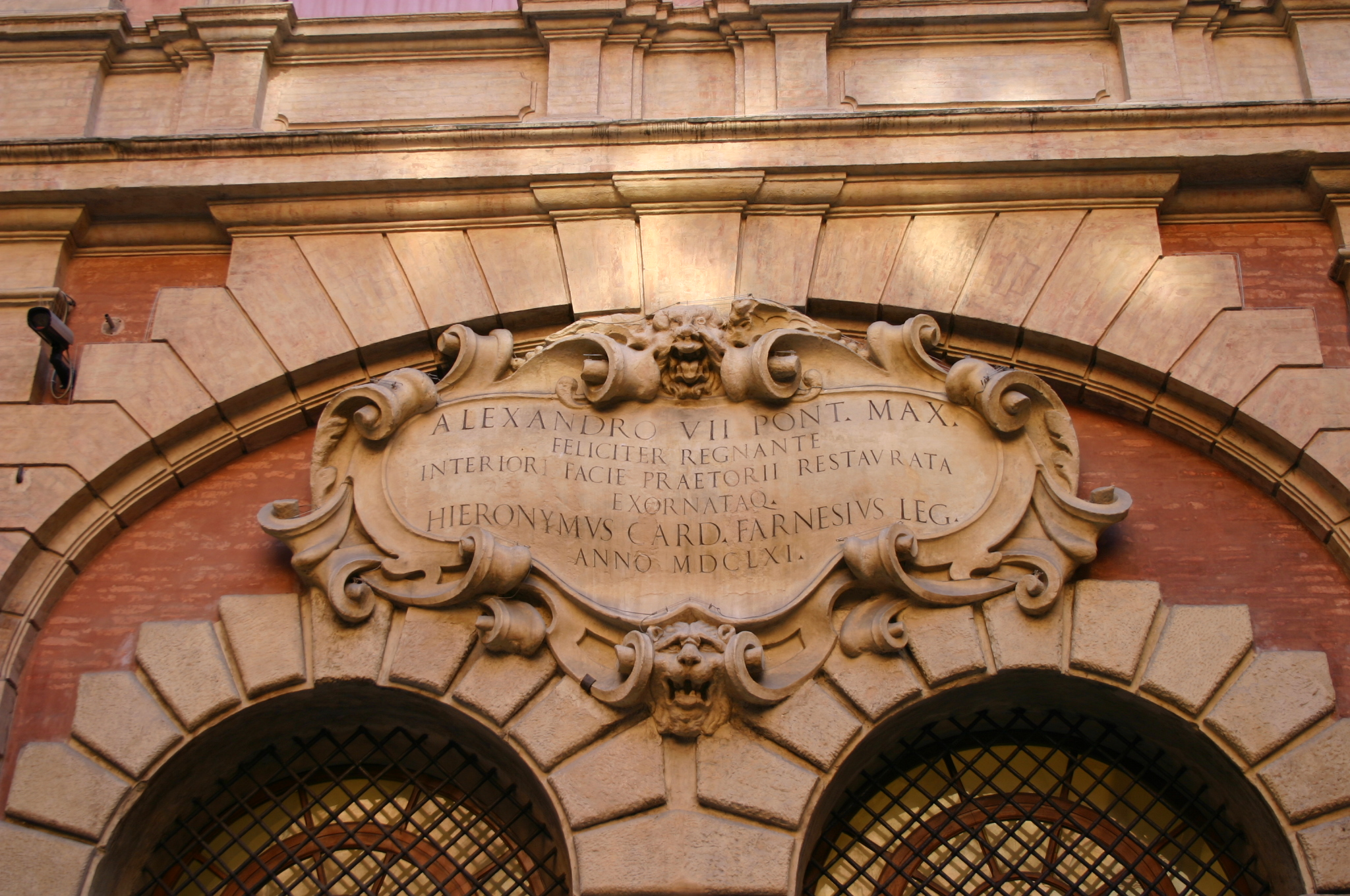
Напис на фасаді Палаццо д'Аккурсіо, що засвідчує роботи над його реставрацією проведені Джироламо Фарнезе

По поверненні зі Швейцарії у 1643 він зайняв чільне місце при дворі Іннокентія X, який високо цінував його поради. Архієпископ Фарнезе був призначений на пост секретаря Конґреґація єпископів та регулярних кліриків відразу ж після прибуття до Риму. З жовтня 1650 — губернатор Рима та віце-камерленг Святої Римської церкви. З 16 липня 1655 — префект Префект Апостольського палацу, губернатор Кастель-Гандольфо. Це призначення стало одним з перших новообраного папи Олександра VII. На цій посаді він патронував створенню у 1655 римських народних жіночих шкіл Scuole delle Maestre Pie. Також саме префект Фарнезе мав готувати зустріч Христини Шведської, яка мала б задовольнити, як саму королеву, так і папу. Через два роки, 9 квітня 1657, став кардиналом in pectore; про призначення було оголошено на консисторії 29 квітня 1658, титул Сант Ан'єзе фуорі ле Мура та червоного капелюха Джироламо Фарнезе отримав 6 травня того ж року. Був відправлений легатом до Болоньї, де перебував до 1662 й мав до себе добре ставлення. Також він провів реставрацію урядового Палаццо д'Аккурсіо, одна з зал якого — Королівська (італ. Sala regia) отримала нову назву, Зала Фарнезе. Виконував обов'язки префекта Трибуналу Апостольської сиґнатури до повернення кардинала Флавіо Кіджі з Німеччини.
На конклаві 1667 року був одним з фаворитів, але через протидію партії Squadrone volante втратив свої шанси, і на папський престол було обрано Джуліо Роспільозі.
До смерті перебуваючи на різних посадах у Курії, він також був кардиналом-протектором капуцинів. Помер 18 лютого 1668 та похований за традицією в Іль-Джезу.